# Saddle Rash
Saddle Rash è un episodio pilota televisivo animato statunitense del 2002, creato da Loren Bouchard.
Parodia dei film western, l'episodio è stato trasmesso negli Stati Uniti su Adult Swim il 24 marzo 2002.

## Trama
Narrata da un "vecchio cercatore d'oro" di nome Gummy, la serie è ambientata in una piccola città nell'Old West. Un pistolero senza braccia e senza nome, soprannominato Slim dal narratore, ritorna in città per vendicarsi di Tommy Morgan, il quale si è nascosto tra le colline a causa di una taglia di 1000 dollari sulla sua testa. Mentre Slim è in città, si innamora di Hanna Headstrong, la figlia di un allevatore. Slim e Tommy Morgan rimangono quindi in una situazione di stallo.

## Personaggi e doppiatori
- Gummy, doppiato da H. Jon Benjamin.
- Slim, doppiato da Sam Seder.
- Tommy Morgan, doppiato da H. Jon Benjamin.
- Hanna Headstrong, doppiata da Sarah Silverman.
- Kitty the Kid, doppiato da Todd Barry.
- Muscular Mel, doppiato da Mitch Hedberg.